# Энергетические ресурсы
Энергетические ресурсы — это все источники разнообразных видов энергии, доступные для промышленного и бытового использования в энергетике.
Энергетические ресурсы делятся на невозобновляемые, возобновляемые и ядерные. По происхождению энергетические ресурсы делятся на топливо различных видов (как возобновляемое, так и нет), энергию различных природных процессов, и ядерную энергию. Также выделяется специальная категория вторичных энергетических ресурсов (топливных, тепловых, и ВЭР избыточного давления). Человеком используются самые разные виды энергии: тепловая, электрическая, ядерная, химическая, механическая. Энергетические ресурсы используются в первую очередь для генерации электроэнергии и в топливной промышленности.
Оценка доступных мировых запасов энергоресурсов крайне важна в рамках подхода устойчивого развития.

## История
До XIX века основным энергетическим ресурсом на планете была древесина. Промышленная революция, изобретение паровой машины привели к широкому использованию угля, массовое применение двигателей внутреннего сгорания потребовало резкого увеличения добычи нефти, стало возрастать использование природного газа. Появились, заняли свое место в мировой экономике, но не заняли ведущих мест гидроэнергетика и ядерная энергетика. «Эра нефти» дала толчок интенсивному развитию экономики, что потребовало, в свою очередь, увеличения ее производства и потребления. В последние десятилетия потребление энергии удваивается каждые 13—14 лет.

## Виды ресурсов

### Невозобновляемые энергетические ресурсы
К невозобновляемым энергетическим ресурсам относят все виды ископаемого топлива: нефть, природный газ, каменный и бурый уголь, горючие сланцы, торф. В мировых запасах ископаемого топлива ведущую роль играет уголь (до 60 % в пересчете на условное топливо), на нефть и газ приходится около 27 %. При оценке запасов выделяются доказанные запасы и конечные (предполагаемые) запасы.
В 2010 году примерно 91 % всей энергии, производимой человечеством на Земле, добывалось сжиганием разных видов топлива, при этом львиная доля приходилось на невознобновимое ископаемое топливо. По прогнозам американского агентства EIA (Energy Information Administration), доля ископаемого топлива к 2040-му году снизится лишь до 78 %, при одновременном росте энергопотребления на 56 % в период с 2010 по 2040 годы. С этим связаны такие глобальные проблемы современной цивилизации, как истощение невозобновляемых энергоресурсов, загрязнение окружающей среды и глобальное потепление.
Основу энергетики составляют тепловые электростанции (ТЭС), использующие химическую энергию органического топлива. На 2010 год ТЭС на ископаемом топливе обеспечивали более 67 % от общей выработки всех электростанций мира.

#### Нефть
Доказанные мировые извлекаемые запасы нефти оценивались в 1638—1687 млрд баррелей на 2012 год, хотя конечные запасы могут составлять 9800-18900 млрд баррелей, в том числе обнаруженные, но не обработанные месторождения, запасы, неизвлекаемые при существующих технологиях, а также альтернативные источники (битуминозные пески и сланцевая нефть).
По данным Международного энергетического агентства (IEA), нефть была источником 32 % всей энергии и 4,6 % электроэнергии в 2010 году.
Помимо использования в качестве источника энергии, нефть используется и как химическое сырье, по данным Международного энергетического агентства, в 2010 году 16,8 % нефтепродуктов уходило на не-энергетическое использование.

#### Природный газ
Природный газ широко применяется как топливо для ТЭС, для транспорта с газовым двигателем, для централизованного (Теплоэлектроцентрали, котельные) или децентрализованного отопления и горячего водоснабжения в жилых домах и промышленных зданиях, и для приготовления пищи на газовых плитах.
Доказанные извлекаемые запасы природного газа на 2012 год составляли, по разным оценкам 185-192 трл. м³., что на 39 % больше, чем 20 лет назад.
По данным IEA, газ был источником 21 % всей энергии и 22 % электроэнергии в 2010 году, 5,5 % газа при этом использовалось не в качестве топлива.

#### Уголь
Уголь является наиболее распространённым и используемым ископаемым топливом. Открытие промышленных свойств угля запустило промышленную революцию, а темпы его потребления растут и по сей день. Доказанные извлекаемые мировые запасы угля по оценке американского агентства EIA на 2009 год составляли 946 млрд тонн, такие запасы позволят поддерживать текущий уровень потребления до 2130 года; однако, при ежегодном росте потребления на 5 % запасы истощатся значительно раньше. По оценке British Petroleum, запасы угля на 2013 год составляли 891 млрд тонн, и их хватит до 2126 года.
По данным IEA, уголь был источником около 27 % всей энергии и около 40 % электроэнергии в 2010 году.

### Возобновляемые энергетические ресурсы
Возобновляемые источники энергии (т. н. «зеленая энергия») — те природные ресурсы, которые могут служить источниками энергии, и которые относятся к возобновляемым ресурсам, то есть пополняются естественным путём и по человеческим масштабам являются неисчерпаемыми. Такими ресурсами могут служить возобновляемые органические ресурсы и ряд природных процессов.
В 2010 году из возобновляемых источников энергии было обеспечено около 13 % мирового потребления энергии (2.3 % гидроэнергетика, 10 % биотопливо и отходы, 1 % альтернативные источники энергии), и около 20 % всей электроэнергии (16 % гидроэнергетика, 3,7 % биотопливо и альтернативные источники энергии), по данным Международного энергетического агентства (IEA). По оценкам американского EIA на этот год, доля «зеленой энергии» в мировом потребления энергии составляла 11 % и ожидался рост на еще 4 % к 2040 году. По данным аналитического центра REN21, доля возобновимых источников в производстве электроэнергии в 2010 году составила 20,3 % (15 % гидроэнергетика, 5,3 % биотопливо и альтернативные источники энергии)
В 2018 году, по данным Международного энергетического агентства, доля возобновимых источников в производстве электроэнергии составила 26 %, доля ядерной энергетики — 10,1 %.

#### Биотопливо
К возобновимым видам топлива относится топливо из растительного или животного сырья, из продуктов жизнедеятельности организмов, а также из органических промышленных отходов: древесина (дрова и измельчённая древесина); топливные гранулы (пеллеты) и топливные брикеты, растительное масло, этанол и др. В настоящее время 54—60 % биотоплива составляют его традиционные формы: дрова, растительные остатки и сушёный навоз для отопления домов и приготовления пищи, их используют 38 % населения Земли. Основной формой биотоплива в электроэнергетике являются топливные гранулы. На транспорте в качестве биотоплива используются в основном этанол, сюда же относят биодизель. В 2014 году этанол составлял 74 % рынка транспортного биотоплива, биодизель — 23 %, гидрированное растительное масло (HVO) — 3 %.

#### Гидроэнергия
Энергия текущей воды была первым широко используемый для технологических целей видом энергии.
До середины XIX века для этого применялись водяные колёса, преобразующие энергию движущейся воды в механическую энергию вращающегося вала.
Затем стали использоваться гидротурбины, преобразующие механическую энергию далее в электроэнергию.
Гидроэлектростанции обычно строят на реках, для повышения разности уровней воды и гарантированной обеспеченности водой круглый год сооружают плотины и водохранилища. Использование гидроэнергии имеет следующие особенности: первоначальные вложения для строительства ГЭС обычно требуют больше капиталовложения, чем тепловых станций, но стоимость производства энергии на них ниже; ГЭС могут легко и быстро изменять вырабатываемую мощность электроэнергии; крупные и эффективные ГЭС не могут быть построены в любом месте и часто удалены от потребителей; строительство ГЭС оказывает значительное влияние на окружающую среду из-за создания плотин и водоемов.
Мировой потенциал выработки гидроэнергии оценивается почти в 10 трлн кВт/ч. Около 1/2 этого потенциала приходится на Китай, Россию, США, Заир, Канаду, Бразилию.

#### Альтернативная энергетика
К альтернативной энергетике относят как относительно развитые отрасли — солнечную и ветровую, так и менее распространенные и находящиеся в процессе становления — геотермальная энергетика, электростанции на биотопливе, приливные и волновые электростанции, грозовую энергетику.

### Ядерная энергетика
Ядерная (aтомная) энергетика использует для производства электрической (а также тепловой) энергии ядерную энергию. Обычно для получения ядерной энергии используют цепную ядерную реакцию деления ядер плутония-239 или урана-235. В перспективе также ожидается развитие термоядерной энергетики на основе управляемого термоядерного синтеза, в настоящее время эта отрасль не вышла из стадии строительства экспериментальных реакторов.
Ядерная энергия производится в атомных электрических станциях, используется на атомных ледоколах, атомных подводных лодках; существуют программы создания ядерного ракетного двигателя.
В 2010 году ядерная энергия обеспечивала 12,9 % от производства электроэнергии и 5,7 % от всей потребляемой человечеством энергии, по данным Международного энергетического агентства (IEA), около 5 % от всей энергии по оценке американского EIA.
Примерно половина мирового производства электроэнергии на АЭС приходится на две страны — США и Францию, существенные объемы энергии вырабатывают АЭС России и Китая. Согласно отчёту Международного агентства по атомной энергии (МАГАТЭ), на 2019 год насчитывалось 449 действующих ядерных энергетических (то есть производящих утилизируемую электрическую и/или тепловую энергию) реакторов в 34 стране мира; на середину 2019 года 54 реактора строились

## Прогнозы
Согласно прогнозу 2017 года от British Petroleum, мировой спроса на энергоресурсы вырастет к 2035 году на 30 %, увеличение будет вызвано прежде всего ростом благосостояния в развивающихся странах, но при этом будет существенно меньше роста мирового ВВП благодаря повышению энергоэффективности.
Предполагается, что спрос на нефть будет расти до 2035 года в среднем на 0,7 % в год, но темпы роста будут замедляться; спрос на природный газ будет расти в среднем на 1,6 % в год, а потребление угля будет расти до середины 2020 годов, после чего уменьшится, прежде всего благодаря переходу Китая на более чистые виды топлива. В результате доля газа в мировой энергетике обгонит долю угля.